# Resolución 821 del Consejo de Seguridad de las Naciones Unidas
La resolución 821 del Consejo de Seguridad de las Naciones Unidas, adoptada el 28 de abril de 1993, después de reafirmar la resolución 713 (1991), el Consejo también reafirmó las resoluciones 757 (1992), 777 (1992) y la resolución 47/1 de la Asamblea General, la cual establecía que el Estado antes conocido como la República Socialista Federal de Yugoslavia había declarado existir y que debería aplicar como miembro de las Naciones Unidas, y hasta entonces no debería participar en la Asamblea General.
La resolución 821 establecía que la República Federal de Yugoslavia (Serbia y Montenegro) no podía continuar automáticamente la membresía en las Naciones Unidas de la ex República Socialista Federal de Yugoslavia, y por lo tanto recomienda a la Asamblea General que decidiera que la República Federal de Yugoslavia (Serbia y Montenegro) no participara en el Consejo Económico y Social de las Naciones Unidas (ECOSOC), decidiendo considerar la situación nuevamente antes del fin de la sesión 47 Asamblea General
La resolución fue aprobada con 13 votos a favor y ninguno en contra, con dos abstenciones de la República Popular de China y Rusia.